# Хари Синден
Хари Џејмс Синден (енгл. Harry James Sinden; Торонто, 14. септембар 1932) некадашњи је канадски хокејаш на леду, хокејашки тренер, менаџер и председник НХЛ лигаша Бостон бруинса. Члан је Куће славних хокеја на леду ИИХФ-а од 1983. године.
Као члан сениорске репрезентације Канаде освојио је сребрну медаљу на ЗОИ 1960. у Скво Валију, те титулу светског првака на СП 1958. године.
Као тренер у сезони 1969/70. довео је Бруинсе до трофеја Стенли купа.